# الرصعة (المحابشة)

تعديل مصدري - تعديل

الرصعة هي إحدى قرى عزلة حجر بمديرية المحابشة التابعة لمحافظة حجة، بلغ تعداد سكانها 1311 نسمة حسب تعداد اليمن لعام 2004.